# Hopliphora magnifica
Hopliphora magnifica är en biart som först beskrevs av Jesus Santiago Moure 1958.  Hopliphora magnifica ingår i släktet Hopliphora och familjen långtungebin. Inga underarter finns listade i Catalogue of Life.